# Belosticta
Belosticta là một chi bướm đêm thuộc họ Noctuidae.